# Aksu (městský okres)
Aksu (ujgursky ئاقسۇ, Ақсу‎, čínsky v českém přepisu Ākèsū, pchin-jinem Ākèsū, znaky 阿克苏市, česky také Ak-su) je městský okres v Sin-ťiangu v Čínské lidové republice, správní středisko stejnojmenné prefektury. Spadá pod něj území o rozloze 14 668 čtverečních kilometrů, na kterém žilo v roce 2003 přes půl milionu obyvatel, ale urbanizované jádro má jen 27 čtverečních kilometrů.
Jméno města je turkického původu a znamená bílá voda.

## Poloha a doprava
Aksu leží na severním kraji Tarimské pánve, respektive její pouště Taklamakan, jižně od Ťan-šanu, který tvoří severní hranici pánve. Protéká přes něj řeka Aksu (zdrojnice Tarimu), do které se ve městě zprava vlévá Tauškandarja.
Přes město vede železniční trať Turfan – Kašgar.

## Obyvatelstvo
Při sčítání lidu v roce 2000, kdy mělo město 561 822 obyvatel, bylo 60,06 % Chanů a 38,07 % Ujgurů, zbylá etnika měla pod jedno procento.